# Joaquim Albareda i Salvadó
Joaquim Albareda i Salvadó (Manlleu, Osona, 1957) és un historiador català, catedràtic d'Història Moderna a la Universitat Pompeu Fabra de Barcelona. Ha estat director de l'Institut Universitari d'Història Jaume Vicens Vives entre el 2007 i 2013.
Durant els últims anys, ha centrat la seva investigació en la guerra de Successió d'Espanya (1705-1714) i en la història política del segle xviii. És l'Investigador principal del projecte España y Francia: intereses dinásticos e intereses nacionales (1701-1733) finançat per l'Agència Estatal de Recerca espanyola i del Grup d'estudi de les institucions i de les cultures polítiques (S. XVI-XXI). D'altra banda, també és director de la col·lecció d'història Referències d'Eumo Editorial (Edicions 62).

## Publicacions

### Llibres
- Els catalans i Felip V. De la conspiració a la revolta (1700-1705) (Editorial Vicens Vives, 1993, IV Premi Internacional Jaume Vicens Vives de Ciències Socials).
- Política, religió i vida quotidiana en temps de guerra (1705-1714). El Dietari del convent de Santa Caterina i les Memòries d'Honorat de Pallejà (Eumo Editorial, 2001).
- Catalunya en un conflicte europeu. Felip V i la pèrdua de les llibertats catalanes (1700-1714) (Edicions 62, Generalitat de Catalunya, 2001).
- Felipe V y el triunfo del absolutismo. Cataluña en un conflicto europeo (1700-1714) (Generalitat de Catalunya, 2002).
- Las Cortes de 1701-1702 y 1705-1706. La puesta al día del constitucionalismo, Estudio introductorio/ Les Corts de 1701-1702 i 1705-1706. La represa del constitucionalisme, a Constitucions, Capítols i Actes de Cort. Anys 1701-1702 i 1705-1706. Edició facsímil (Editorial Base, 2004, pp. 5-64).
- El “cas dels catalans”. La conducta dels aliats arran de la guerra de Successió (1705-1742) (Fundació Noguera, 2005).
- Pròleg: la Generalitat entre 1701 i 1714”, del volum X de Dietaris de la Generalitat, Anys 1701 a 1713. Juntament amb Eduard Martí. (Generalitat de Catalunya, 2007, pp. IX-XXXV).
- La Guerra de Sucesión de España (1700-1714) (Crítica, 2010, 2012, 2014).
- Història de la Catalunya moderna amb Pere Gifre (Pòrtic, 1999).
- "Desfeta política i embranzida econòmica. Segle XVIII" (director), volum 5 d'Història, política, societat i cultura dels Països Catalans (B. de Riquer dir., Enciclopèdia Catalana, 1995).
- Capítol “Societat i cultura en la Catalunya del Set-cents”, d'Història de la cultura catalana. El set-cents, volum III, dirigida per Pere Gabriel i Sirvent, (Edicions 62, 1996, pp. 85-120) i del capítol “La vida política”, en l'obra col·lectiva Pierre Vilar i la història de Catalunya (Editorial Base, 2006, pp. 189-215).
- Del patriotisme al catalanisme. Societat i política (segles XVI-XIX) (coordinador) (Eumo Editorial, 2001).
- Una relació difícil. Catalunya i l'Espanya moderna (Editorial Base, 2007).
- El nacimiento y la construcción del Estado moderno. Homenaje a Jaume Vicens Vives Coordinador juntament amb M. Janué i Miret (Publicacions de la Universitat de València, 2011)
- J. Albareda (dir.), Catalunya, nació d'Europa, 3 volums (Enciclopèdia Catalana, 2013)
- J. Albareda, V. Virginia León (eds.) Diario Bellico. La Guerra de Sucesión de España. Fra Domingo da Conceiçáo. (Publicaciones Universidad de Alicante, 2013).
- J. Albareda (ed.), El declive de la monarquía y del imperio español. Los tratados de Utrecht (1713-1714), (Crítica, 2015).
- J. Albareda. Vençuda però no submisa. La Catalunya del segle XVIII, (Barcelona, Edicions 62, 2023).

També ha estudiat els escrits polítics publicats entre finals del segle xvii i els primers anys del segle xviii a:
- Escrits polítics del segle XVIII. Tom I. Despertador de Catalunya i altres textos (Eumo Editorial, 1996).
- Escrits polítics del sgle XVIII. Tom V. Escrits del moment republicà de 1713-1714 (Eumo Editorial, 2011).

### Articles
- “Il movimento filo-asburgico, il progetto di una Spagna alternativa (1705-1741)”, Cheiron, 39-40 (2003, pp. 79-104).
- “La Catalogne et Philippe V d'Espagne dans la guerre de Succession d'Espagne: des espérances de 1705 à la perte des libertés de 1714”, Revue d'Histoire Diplomatique (2007, pp. 231-247).
- “La Corona di Aragona durante la guerra di Successione alla corona spagnola (1705-1714)”, Annali di Storia Moderna e Contemporanea, 13 (2007, pp. 9-24).
- “Das Fortbestehen des Austrazismus in Wien nach dem Vertrag von Utrecht (1713-1727). Der Schatten des marqués de Rialp”, Hispania-Austria III. Der Spanische Erbfolgekrieg. F. Edelmayer, V. León Sanz, J.I. Ruiz Rodríguez (eds.), Institut für Geschichte der Universität Wien (2008, pp. 319-339).
- “Proyectos de paz, proyectos para Europa en torno a 1713”, a M. Torres Arce y S. Truchuelo García (eds.), (Editorial Universitaria Cantabria, 2014, pp. 389-410).
- “Felipe y la negociación de los Tratados de Utrecht: bajo los dictados del mejor abuelo del mundo”, Cuadernos de Historia Moderna, 2013, XII; Anejo XII: 1713. "La Monarquía de España y los Tratados de Utrecht", coordinado por Virginia León Sanz. (Universidad Complutense, 2013, pp. 31-60).
- “Cataluña hacia 1700: la hora de la política” en Bernardo J. García García y Antonio Álvarez-Ossorio (eds.), Vísperas de sucesión. Europa y la monarquía de Carlos II (Fundación Carlos de Amberes, 2015, pp. 109-127).
- “Del tiempo de las libertades al triunfo del dominio absoluto borbónico”, a J. Romero, A, Furió (Eds.), Historia de las Españas (Tirant Humanidades, 2015, pp. 177-202).
- J. Albareda, J. Nadal Farreras. “ Balance bibliográfico. La Guerra de Sucesión revisitada. Actualidad de la Guerra de Sucesión”, Vínculos de historia ({{format ref}} http://vinculosdehistoria.com), nº 4 (Universidad de Castilla La Mancha, 2015, pp. 373-386).
- “Hi ha ocasions en les quals cal saber perdre. Claus de la negociació d'Utrecht”, Pedralbes, 33 (Universitat de Barcelona, 2015, pp. 77-101).
- “Els tractats de pau i Espanya: la negociació de Rastatt”, a C. Mollfulleda i N. Sallés (eds.), Els tractats d'Utrecht. Clarors i foscors de la pau. La resistència dels catalans (Museu d'Història de Catalunya, 2015, pp. 167-176).

Altres treballs que aborden temàtiques relacionades amb la història política són:
- “Vias de participación política del hombre común en Europa (siglos XVII-XVIII)”, a María Luz González Mezquita (Ed.), Temas y perspectvas teóricas de Historia Moderna (Universidad Nacional de Mar del Plata, 2011, pp. 55-76).
- "Cataluña en la España del siglo XVIII: represión, acomodación y disidencia”, J. Arrieta, J.Astigarraga (eds,), Conciliar la diversidad. Pasado y presente de la vertebración de España (Universidad del País Vasco, Fundació Ernest Lluch, 2009, pp. 55-75).
- “El debate sobre la modernidad del absolutismo borbónico”, Revista HmiC, nº X, 2012, http://webs2002.uab.cat/hmic Arxivat 2016-03-04 a Wayback Machine. (pp. 6-19).

### Publicacions de caràcter divulgatiu
- 11 de setembre de 1714, amb A. Garcia Espuche (Generalitat de Catalunya, 2005).
- “La Diputació del General i els Comuns catalans: representació i modernitat política”, L'Avenç, 339. 2008, pp. 28-33.
- “El Consell de Cent el 1714: govern de la ciutat i representació política”, en Consell de Ciutat, 2004-2014 (Ajuntament de Barcelona, 2014, pp. 14-34).
- “El significat de la derrota de l'11 de setembre del 1714”, Nadala 2014, (Fundació Carulla, pp. 10-21).
- La guerra de 1714. La clau catalana d'un conflicte mundial, amb Joan Esculies (Pòrtic, 2013, 2014, 2015)

### Obres col·lectives
És autor d'Història de la Catalunya moderna (Pòrtic, 1999) juntament amb Pere Gifré. També ha dirigit «Desfeta política i embranzida econòmica. Segle XVIII», volum 5 d'Història, política, societat i cultura dels Països Catalans (B. de Riquer dir., Enciclopèdia Catalana, 1995). És autor del capítol «Societat i cultura en la Catalunya del Set-cents», d'Història de la cultura catalana. El set-cents, volumen III, dirigida per Pere Gabriel, (Edicions 62, 1996, pp. 85-120) i del capítol «La vida política», en l'obra col·lectiva Pierre Vilar i la història de Catalunya (Editorial Base, 2006, pp. 189-215).
Ha estat editor de Política, religió i vida quotidiana en temps de guerra (1705-1714). El Dietari del convent de Santa Caterina i les Memòries d´Honorat de Pallejà¹ (Eumo Editorial, 2001).
Ha coordinat les obres col·lectives Del patriotisme al catalanisme. Societat i política (segles XVI-XIX) (Eumo Editorial, 2001) i Una relació difícil. Catalunya i l'Espanya moderna (Editorial Base, 2007). Juntament amb M. Janué i Miret ha coordinat el volum El nacimiento y la construcción del Estado moderno. Homenaje a Jaume Vicens Vives (Publicacions de la Universitat de València, 2011).
Paral·lelament, ha estudiat els escrits polítics publicats entre finals del segle xvii i els primers anys del segle xviii a:
- Escrits polítics del segle XVIII. Tom I. Despertador de Catalunya i altres textos (Eumo Editorial, 1996).
- Escrits polítics del segle XVIII. Tom V. Escrits del moment republicà de 1713-1714 (Eumo Editorial, 2011).